# Boulenophrys lichun
Boulenophrys lichun — вид жаб родини азійських часничниць (Megophryidae). Описаний у 2024 році.

## Поширення
Ендемік Китаю. Мешкає у прибережних пагорбах на сході провінції Фуцзянь.

## Назва
Видова назва lichun походить від китайського терміну Лі Чунь (立春), що означає початок весни, перший із 24 пір року (24节气) у китайському календарі, який припадає на початок лютого. Назва відноситься до часу розмноження цієї жаби, який починається приблизно в цей період. Пісня нового виду віщує початок весну. В цей період також зібрані типові зразки.